# Tilloforma bicolor
Tilloforma bicolor là một loài bọ cánh cứng trong họ Cerambycidae.